# Schwarze Mangrove

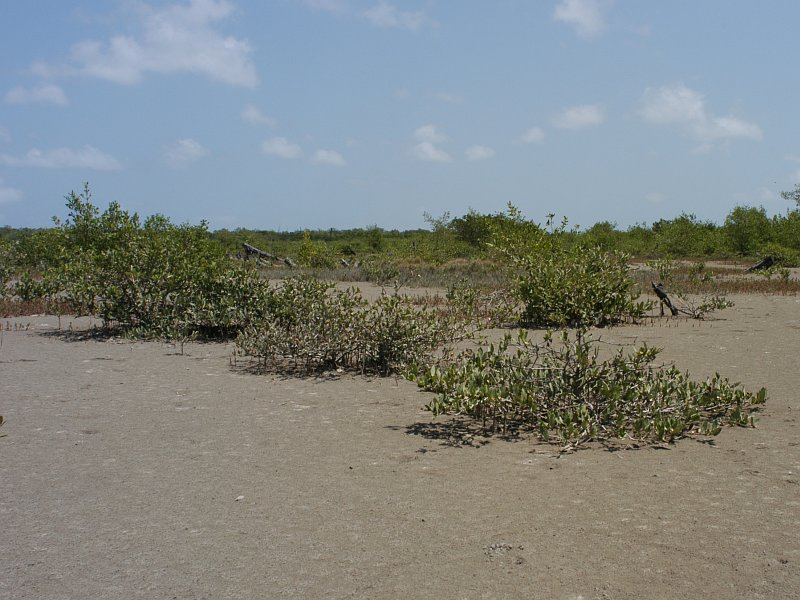
Strauchförmige Wuchsform

Die Schwarze Mangrove (Avicennia germinans) ist eine in den Tropen und Subtropen von Amerika und Westafrika vorkommende Mangrove. Dort dominiert sie zusammen mit der Roten Mangrove (Rhizophora mangle) und der Weißen Mangrove (Laguncularia racemosa) die Mangrovenwälder. Sie hat wie alle Mangroven der Gattung Avicennia bleistiftdicke Atemwurzeln, die in regelmäßigen Abständen aus dem Boden ragen und zur Sauerstoffversorgung des Wurzelsystems dienen. Stelzwurzeln wie bei anderen Mangroven-Gattungen werden nicht gebildet. Ein Teil des aus dem Meerwasser aufgenommenen Salzes wird als salzhaltige Flüssigkeit durch Drüsen auf den Blättern ausgeschieden und auf diese  Weise die Salzkonzentration im Gewebe reguliert. Von allen Avicennia-Arten bildet die Schwarze Mangrove die größten Blüten.

## Beschreibung

### Erscheinungsform
Die Schwarze Mangrove ist ein immergrüner Baum, der Wuchshöhen von 25 Meter und Stammdurchmesser (BHD) von über 50 Zentimeter erreicht. Oft sind seine Maße geringer, so erreicht er in Puerto Rico Wuchshöhen von 3 bis 13 Meter und Stammdurchmesser von 30 Zentimeter. Nahe der nördlichen Arealgrenze in Florida wächst die Art strauchförmig. Der Stamm ist sonst meist krumm und kurz, die Krone weit ausladend.

### Rinde und Holz

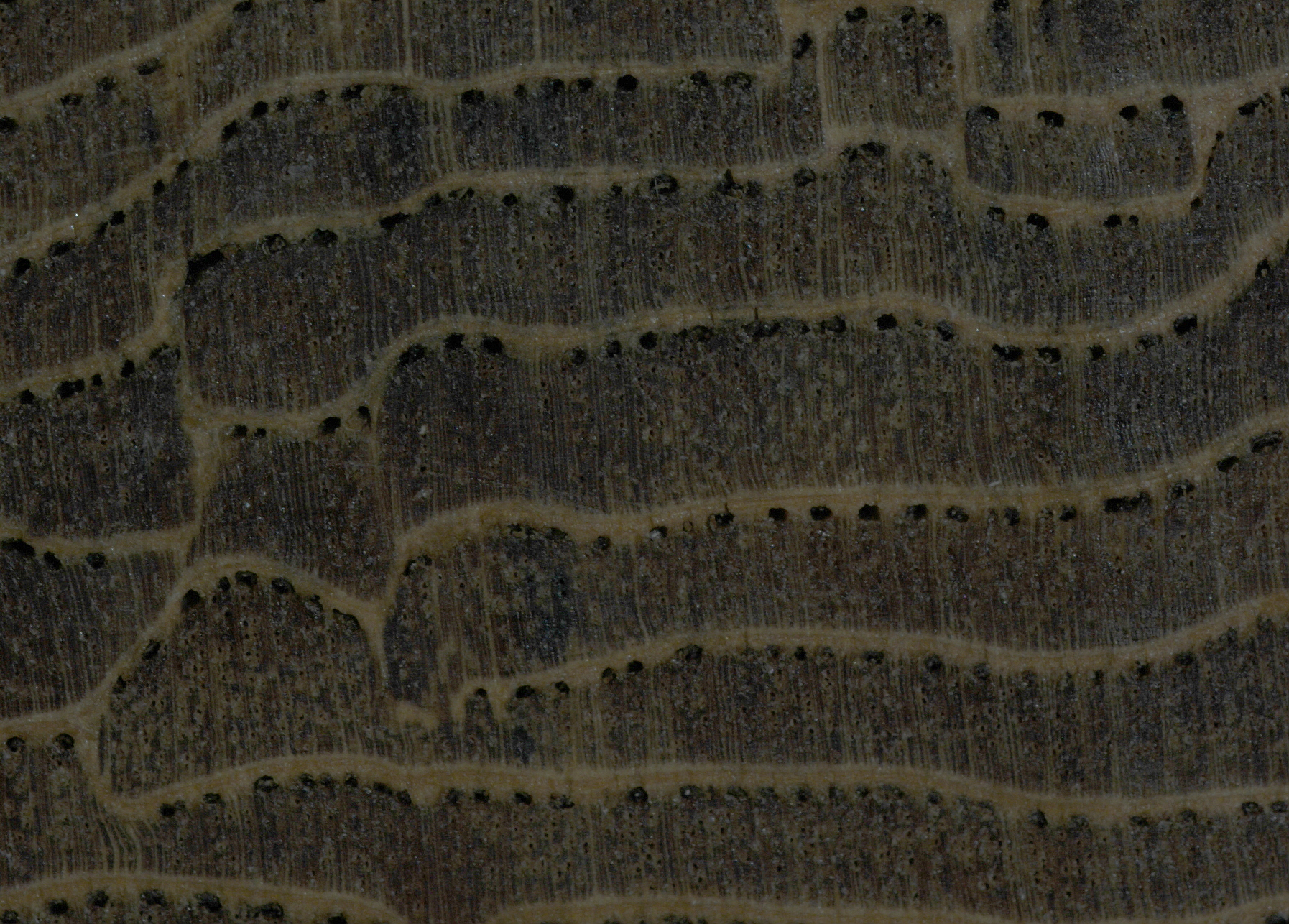
Stammquerschnitt mit Zuwachszonen

Die Borke kann schwarz, dunkelbraun bis rötlich braun oder grau sein und zeigt vereinzelte Korkporen (Lentizellen). Sie ist etwas längsrissig und löst sich in dünnen Schuppen ab. Kennzeichnend für die Art ist die gelbe bis orangefarbene innere Rinde.
Das Holz ist sehr hart und etwas ölig. Es hat einen hellen, recht breiten Splint, das Kernholz ist dunkelbraun. Wie die anderen Arten der Gattung Avicennia besitzt die Schwarze Mangrove ein anormales sekundäres Dickenwachstum: Das Holz zeigt regelmäßige Zuwachszonen, die jedoch keine Jahresringe sind. Jeder Ring besteht aus Xylem, Phloem und einem Übergangsgewebe, das sich als weißer Streifen abhebt. Die Breite der Zuwachsringe wird nicht vom Klima oder anderen Umweltfaktoren beeinflusst, die Zahl der pro Jahr neugebildeten Ringe variiert.

### Wurzelsystem

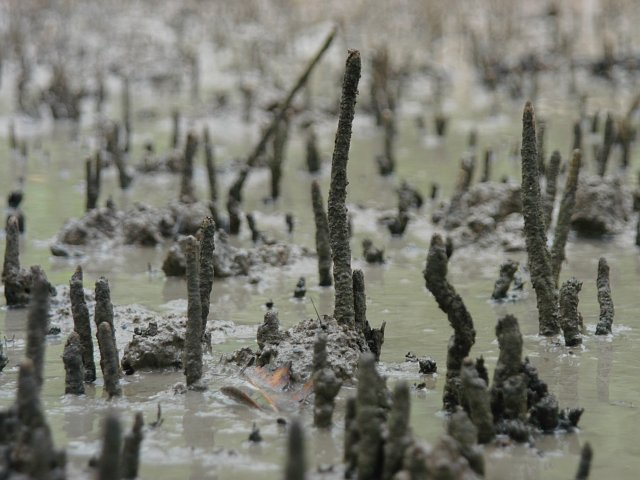
Atemwurzeln (Pneumatophoren)

In den üblicherweise weichen Substraten werden flach verlaufende Wurzeln gebildet, die weit über den Kronendurchmesser hinausreichen. Auffällig sind die für Avicennia-Arten typischen Atemwurzeln (Pneumatophoren), die als aufrecht stehende (also negativ-geotrope, gegen die Schwerkraft wachsende) Seitenwurzeln in großer Zahl und in regelmäßigen Abständen von 15 bis 30 Zentimetern an den langen Hauptwurzeln gebildet werden. Sie ragen bis zu 30 Zentimeter aus dem Boden, sind etwa bleistiftdick und versorgen das Wurzelsystem mit Sauerstoff aus der Atmosphäre. Von einem Baum mit einer Höhe von zwei bis drei Metern werden etwa 10.000 Pneumatophoren gebildet. Das Wurzelsystem besteht neben den horizontal verlaufenden Hauptwurzeln und den Pneumatophoren noch aus den positiv-geotrop wachsenden Seitenwurzeln, die zur Aufnahme von Nährstoffen und zur Verankerung dienen. Stelzwurzeln wie bei der Roten Mangrove (Rhizophora mangle) werden nicht gebildet.

### Zweige und Blätter
Die Zweige sind in 1 bis 9 Zentimeter lange Internodien mit etwa viereckigem Querschnitt gegliedert, die durch deutlich verdickte Knoten getrennt sind. Von den höher liegenden Ästen starker Bäume werden zahlreiche Luftwurzeln gebildet.
Die kreuzgegenständig an den Zweigen angeordneten Laubblätter sind ledrig, schmal elliptisch und ganzrandig. Sie sind 4,5 bis 15 Zentimeter lang und 1,8 bis 4,5 Zentimeter breit. Die kurzen Blattstiele sind 2 bis 27 Millimeter lang und oberseitig rinnig versteift, die Unterseite ist konvex. Die Blattoberseite ist sattgrün bis gelbgrün und glänzend, die Unterseite silbrig graugrün und dicht mit feinen Haaren bedeckt. Der Apex kann sowohl spitz als auch stumpf sein, die Spreitenbasis ist keilförmig verjüngt. Kennzeichnend sind die häufig auf den Blattspreiten sichtbaren Salzkristalle. Das überschüssige Salz wird durch mikroskopisch kleine Salzdrüsen in den Blättern abgegeben.

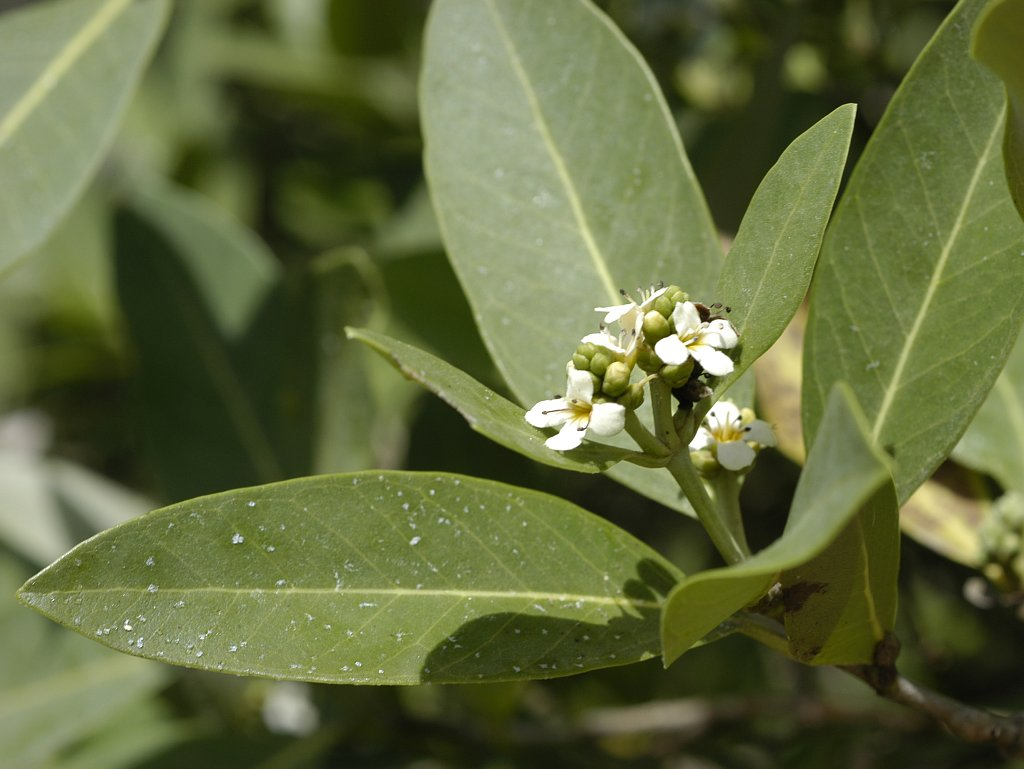
Blütenstand

### Blüten
Die Schwarze Mangrove bildet die größten Blüten der Gattung Avicennia. Sie blüht in lockeren, seltener dichten, endständigen oder blattachselständigen, ährigen, 1,5 bis 6,6 Zentimeter langen und 1 bis 1,5 Zentimeter breiten Blütenständen mit je ein bis 15 Blüten. Die kleinen, zwittrigen, zygomorphen, süß duftenden Blüten sind 1 bis 2 Zentimeter lang. Die fünf hellgrünen, 3 bis 5 Millimeter langen Kelchblätter sind krugförmig verwachsen. Die vier weißen, cremefarbenen oder gelblichen Kronblätter sind glockig verwachsen, wobei die Blütenkrone eine Länge von 12 bis 20 Millimeter aufweist. Es werden vier an der Basis der Kronblätter ansetzende Staubblätter gebildet. Der Stempel besitzt eine zweilappige Narbe. Die Schwarze Mangrove liefert reichlich Nektar und lockt damit eine große Zahl von Insekten an. Die Hauptblütezeit in der Karibik und auf Florida ist in den Monaten Mai bis Juli.

### Früchte
Es werden runde bis elliptische, dünnwandige, hellgrüne, 2,5 bis 3,8 Zentimeter lange und 7 bis 13 Millimeter breite Kapselfrüchte gebildet. Sie enthalten einen einzelnen Samen ohne Samenschale und ohne Endosperm. Er besteht nur aus dem Embryo mit zwei großen, grünlichen, gefalteten Keimblättern, einer dicken Keimwurzel (Radicula) und einer mit bloßem Auge nicht erkennbaren Sprossknospe (Plumula). Die Samenreife fällt schwerpunktmäßig in die Monate September und Oktober.

## Verbreitung und Standortansprüche

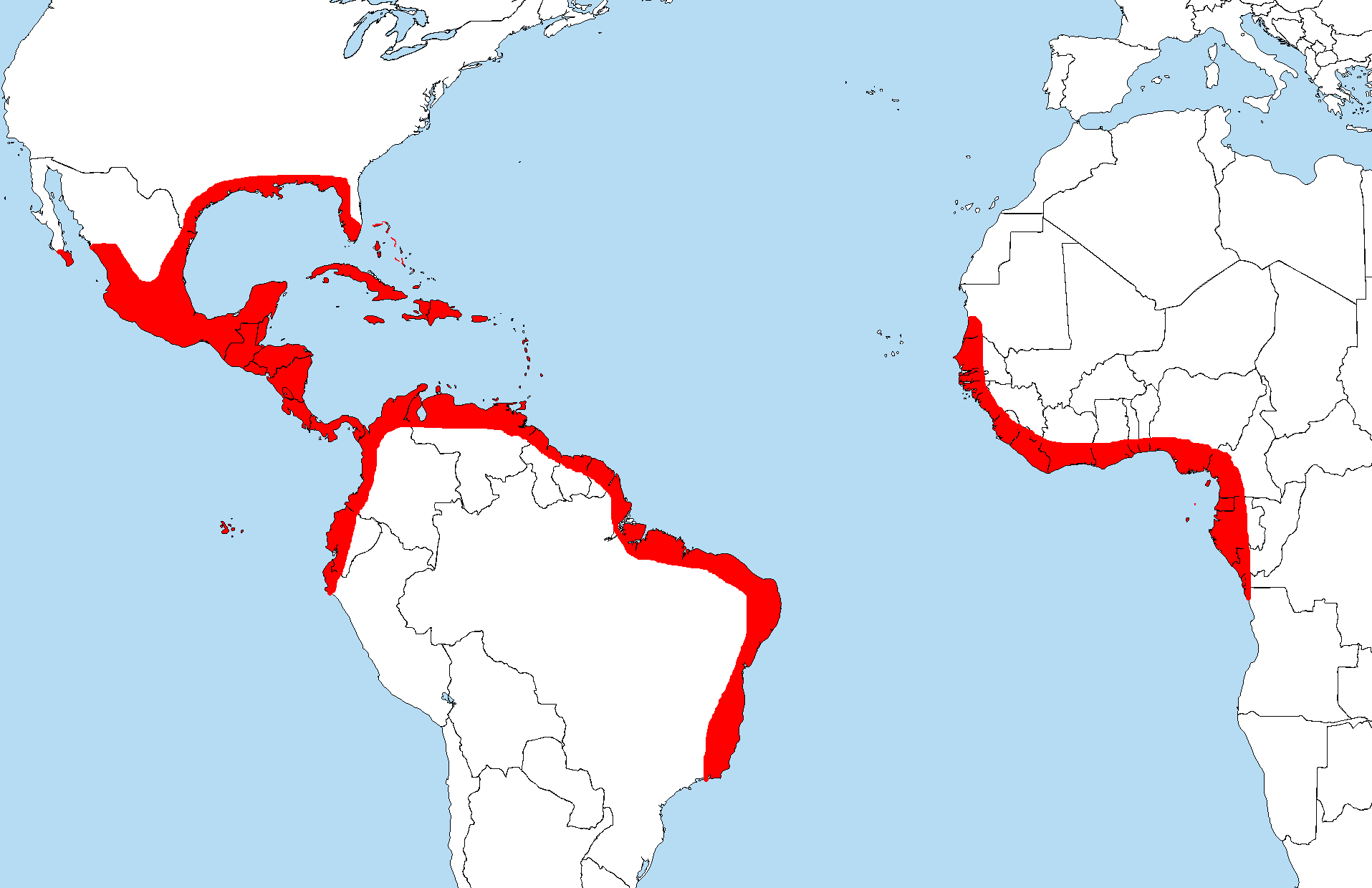
Verbreitungsgebiet von Avicennia germinans

Man findet die Schwarze Mangrove in Amerika und Westafrika. Ihr Verbreitungsgebiet in Amerika umfasst die Westindischen Inseln einschließlich der Bahamas ohne Dominica, beide Küsten Mittelamerikas, die Pazifikküste Südamerikas bis Ecuador und vorgelagerte Inselgruppen mit den Galápagos-Inseln, und die südamerikanische Atlantikküste bis Brasilien. In den USA erstreckt sich ihr natürliches Vorkommen auf den Süden Floridas, das Mississippi-Delta und Texas. In Westafrika findet man die Art an der Atlantikküste von Mauretanien bis zur Demokratischen Republik Kongo.
Das natürliche Vorkommen ist auf Meeresküsten beschränkt. Standorte in Höhenlagen über 15 Meter wie an der Küste von El Salvador sind eine Ausnahme. Die Art wächst im Brackwasserbereich geschützter, schlammiger Küsten, besonders im Mündungsbereich von Flüssen. Sie verträgt hohe Salzkonzentrationen, wächst aber auch am Süßwasser und benötigt kein Salz. Sie bevorzugt Böden mit pH-Werten zwischen 5,3 und 7,8. Die Schwarze Mangrove ist wie andere Mangroven eine Art der Tropen. Vorkommen in den Subtropen sind Ausnahmen. Diese finden sich an warmen Meeresströmungen, die von dicht besiedelten tropischen Gebieten ausgehen und entlang von Inselketten führen, und so die Verbreitung begünstigen. Diese Bedingungen sind im subtropischen Teil Floridas gegeben.
Die Schwarze Mangrove wird in der Roten Liste der IUCN als nicht gefährdet („Least Concern“) geführt.

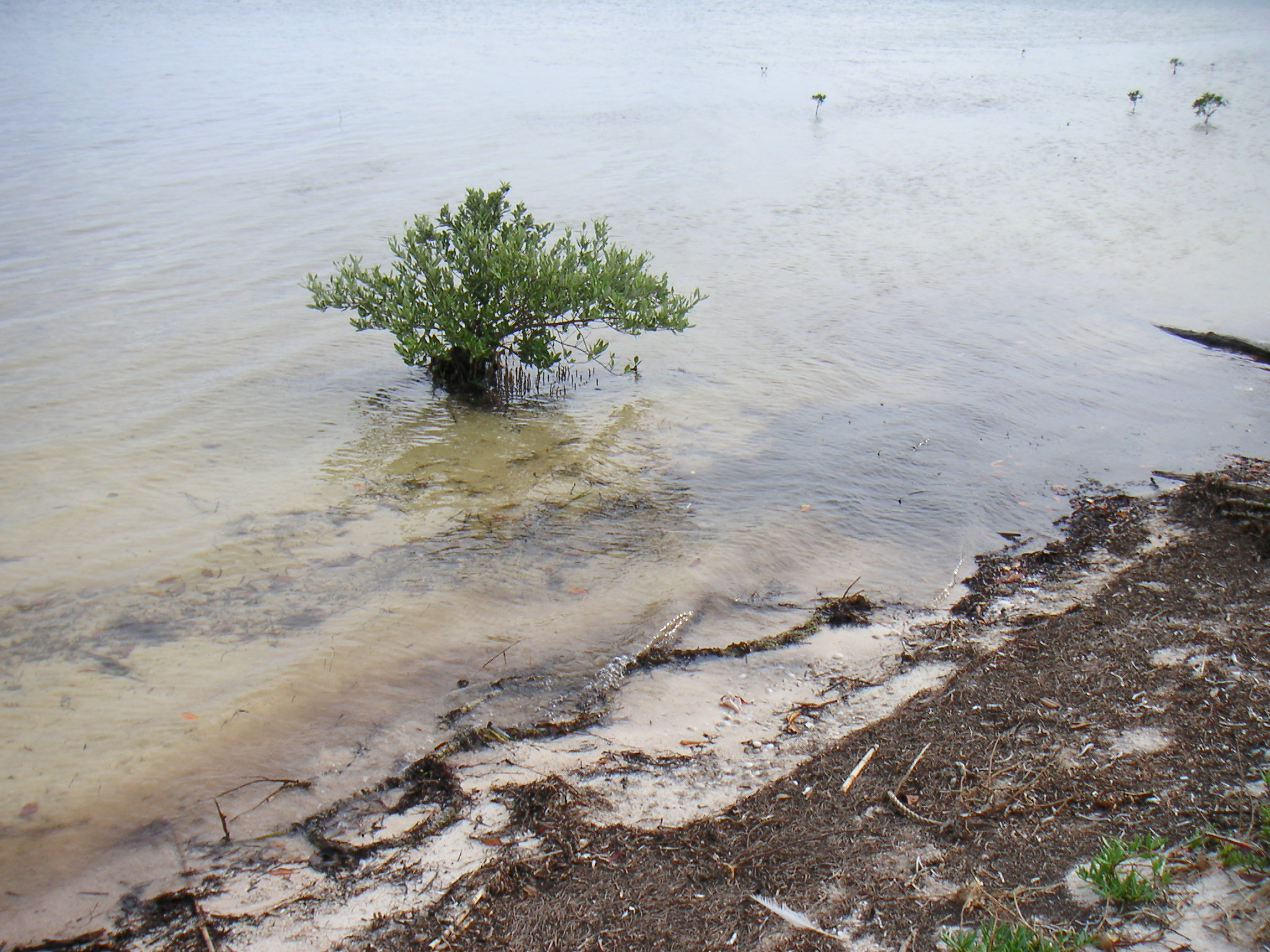
Junger Baum

## Ökologie
Mangrovenwälder treten an tropischen und subtropischen Meeresküsten auf. Ihre Umwelt ist gekennzeichnet durch das Salzwasser, die Gezeiten, durch den aus sauerstoffarmem Schlick bestehenden Untergrund und durch hohe Temperaturen und hohe Luftfeuchtigkeit.

### Salzhaushalt

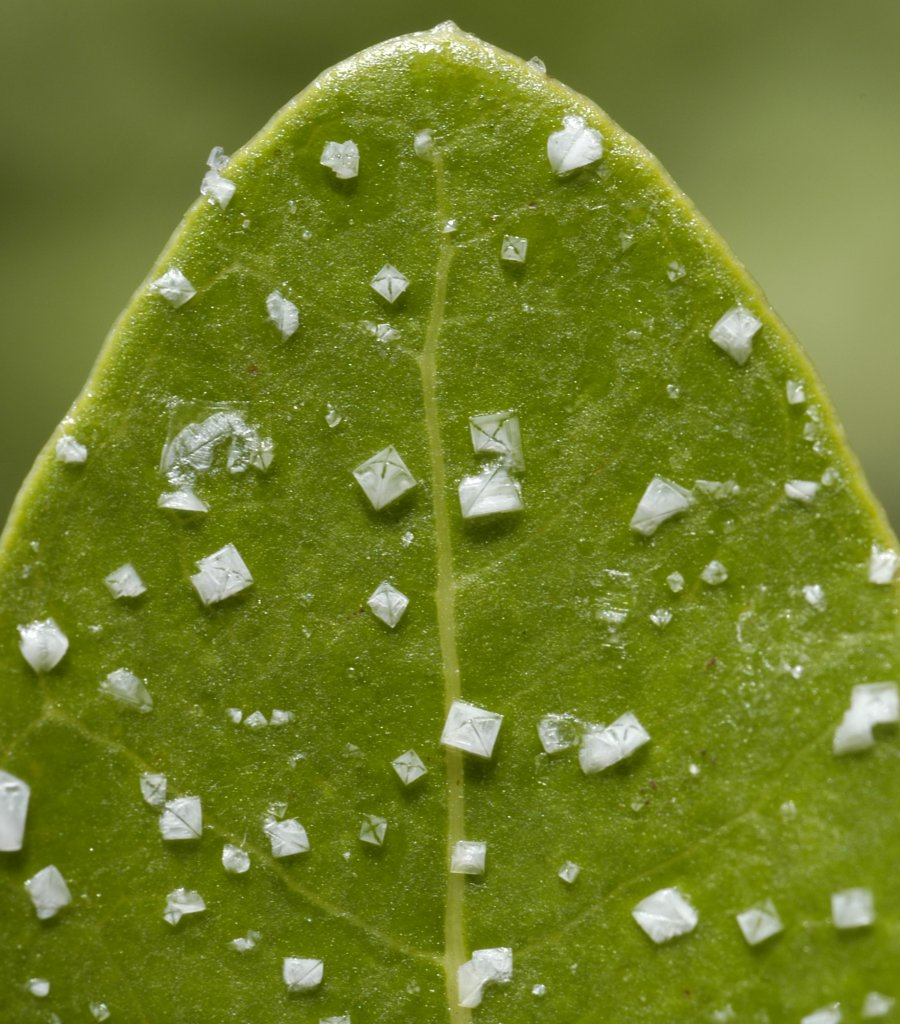
Blatt mit Kristallen aus abgesondertem Salz

Mangroven wurzeln in salzwasserhaltigem Boden, sie sind also Salzpflanzen. Da ein hoher Salzgehalt die Pflanze schädigt, wird die Anreicherung im Gewebe verhindert. Schon bei der Aufnahme des Wassers durch die Wurzeln wird nur ein kleiner Teil des Salzes aufgenommen, wobei jedoch Vertreter der Gattung Avicennia vergleichsweise (verglichen z. B. mit Rhizophora mangle) viel aufnehmen. Der Salzgehalt im Xylem erreicht Werte von etwa 10 % des Salzgehalts des Meerwassers. Um einen zu hohe Salzkonzentration zu vermeiden, wird überschüssiges Salz durch Salzdrüsen an den Blattober- und -unterseiten ausgeschieden. Zur Regenzeit kann der Salzgehalt der ausgeschiedenen Flüssigkeit die Hälfte des Salzgehalts von Meerwasser erreichen, zur Trockenzeit kann der Salzgehalt dem des Meerwassers entsprechen. Je Quadratmeter Blattfläche und Tag werden etwa 0,2 bis 1,2 Gramm Salz abgegeben. Es wird durch Regen abgewaschen oder kann, falls das Wasser der ausgeschiedenen Flüssigkeit verdunstet, auf den Blättern kristallisieren.

### Atemwurzeln
Der Boden der Mangrovenwälder besteht meist aus sauerstoffarmem Schlick. Um die Sauerstoffversorgung des Wurzelsystems zu gewährleisten, werden von Vertretern der Gattung Avicennia Atemwurzeln, sogenannte Pneumatophoren, gebildet. Diese ragen zumindest bei Ebbe aus dem Wasser und haben Kontakt zur Atmosphäre. Der Gasaustausch erfolgt durch Korkporen an den Atemwurzeln, der Weitertransport durch Hohlräume, die 40 % des Gesamtvolumens des Wurzelsystems ausmachen können.

### Bestäubung und Ausbreitung
Die Hauptblütezeit fällt in Florida und der Karibik in die Monate Mai bis Juli. Die Bestäubung erfolgt durch Insekten, meist Bienen. Die Keimung beginnt wie in der Gattung Avicennia üblich, bereits am Baum in der Frucht, ohne dass der Keimling die Frucht verlässt (Kryptoviviparie). Die Samen reifen von September bis Oktober, dabei können Früchte von der Strömung weit transportiert werden. Keimlinge können treibend eine sehr lange Zeit überstehen.

### Gemeinschaft
Mangrovenwälder sind meist in Zonen aufgeteilt, die abhängig von der Nähe zum Meer durch unterschiedliche Arten gekennzeichnet sind. Nach der Roten Mangrove besiedelt die Schwarze Mangrove zusammen mit der Weißen Mangrove (Laguncularia racemosa) die nächste landeinwärts gelegene Zone, welche nur von hoch auflaufenden Fluten erreicht wird. An der südamerikanischen Ostküste überschneidet sich das Verbreitungsgebiet mit der Art Avicennia schaueriana, an der Pazifikküste von Mittelamerika mit Avicennia bicolor und Avicennia tonduzii.
Vielen Fischen und Krebstieren dienen die Mangrovenwälder als Brutstätte, wobei das Wurzelsystem Schutz bietet und das Laub Nahrung, etwa der Quadratkrabbe Goniopsis cruentata oder den Mangrovenkrabben Ucides cordatus und Aratus pisonii. Ibisse, Pelikane und verschiedene Reiherarten haben ihre Nistplätze im Mangrovenwald.
Im westlichen Afrika stellen Mangrovenwälder ein wichtiges Überwinterungshabitat für paläarktische Singvögel dar. Im Bereich zwischen 12 und 16° N überwintern dort fünf bis sechs Millionen Teichrohrsänger, aber auch andere Arten wie die Weißbartgrasmücke. Insbesondere in Avicennia-Beständen wurden dort hohe Dichten von bis zu 21 Überwinterern pro Hektar festgestellt.

## Systematik
Genetische Untersuchungen zeigen eine engere Verwandtschaft zwischen Exemplaren der Ostküste Amerikas und der Westküste Afrikas als zwischen den beiden gegenüberliegenden Küsten Amerikas. Dies weist auf die Aufrechterhaltung des Genaustauschs über den Atlantik hin. Die Unterschiede zu den Exemplaren der Westküste Amerikas sind jedoch nicht so groß, dass eine Unterteilung in Unterarten gerechtfertigt wäre. Von der Art selbst kann die Form Avicennia germinans var. guayaciliensis unterschieden werden. Sie kommt sowohl auf der West- als auch Ostküste Amerikas vor, was für die Abtrennung noch vor der Entstehung der Landbrücke zwischen Nord- und Südamerika spricht.
Die Gattung Avicennia wurde früher zur Familie der Eisenkrautgewächse (Verbenaceae) gezählt. Heute wird sie als eigene Familie Avicenniaceae angesehen oder als Unterfamilie Avicennioideae in die Familie der Akanthusgewächse (Acanthaceae) gestellt.

## Botanische Geschichte
Die Schwarze Mangrove wurde durch Pflanzenteile, die vom irischen Mediziner und Botaniker Patrick Browne in Jamaika gesammelt wurden, in Europa bekannt. Teile davon mit weiteren aus Venezuela wurden 1759 von Carl von Linné benutzt, um die Art als Bontia germinans in der zehnten Auflage seines Werkes Systema Naturae zu beschreiben (Basionym). In der 1763 erschienenen zweiten Auflage seiner Species Plantarum verwendete er den Namen auch für Pflanzenteile aus Indien, die er in der ersten Ausgabe als Avicennia officinalis beschrieben hatte. Da bald offensichtlich wurde, dass es sich um zwei Arten handelt, hat sich für die amerikanische Art der Name Avicennia nitida von Nikolaus Joseph von Jacquin etabliert. In Westafrika wurde die Art von Palisot de Beauvois als eigene Art Avicennia africana beschrieben. Noch 1960 wurden Unterschiede der afrikanischen und amerikanischen Vertreter in Farbe und Form getrockneter Blätter von Herbarexemplaren angeführt. Heute werden die westafrikanischen Vertreter ebenfalls der Art Avicennia germinans zugerechnet, was durch molekulare Untersuchungen bestätigt wird. Die Namen Avicennia africana und Avicennia nitida sind Synonyme.
Der Gattungsname Avicennia erinnert an den persischen Arzt und Philosophen Avicenna, das Epitheton germinans bedeutet „keimend“ und weist auf die Keimung des Samens noch am Baum hin.
Der Name der Schwarzen Mangrove ist heute Avicennia germinans (L.) L. Basionym ist Bontia germinans von Carl von Linné in Systema Naturae ..., Auflage 10, Band 2, Seite 1122 (1759). Die Art wurde von Linné selber 1764 als Avicennia germinans (L.) L. in Species Plantarum 3. Auflage, Band 2 Seite 891 in die Gattung Avicennia gestellt.

## Verwendung
Das Holz lässt sich aufgrund seiner Härte nur schwer bearbeiten und der Holzstaub verursacht Hautentzündungen. Daher wird es nur selten genutzt, so früher zum Herstellen von Möbeln. Heute wird es selten als Bauholz, als Telegraphenmasten oder für Stege, Molen und Eisenbahnschwellen verwendet. Man nutzt es als Brennholz und kann es zu Holzkohle verarbeiten. Das Holz hat eine hohe Rohdichte von etwa 950 kg/m³, es ist dauerhaft, aber nicht beständig gegen Termiten.
Die Schwarze Mangrove stellt eine ertragreiche Bienenweide dar, dabei entsteht ein reiner, weißer Honig, der in Florida unter dem Namen „Mangrove Honey“ bekannt ist. Die durch die Blätter ausgeschiedenen Salzkristalle lassen sich zum Würzen von Speisen verwenden. Zwei Blätter reichen für einen Teller Suppe aus. Die Samen sind roh giftig, können gekocht jedoch gegessen werden, was aber nur in Hungerzeiten geschehen ist.

## Nachweise